# Salt enrere
|  | Aquest article tracta sobre l'analepsi; per a la pel·lícula del 1990, vegeu l'article Flashback (pel·lícula). |

El salt enrere o analepsi (en anglès flashback, "escena retrospectiva") és una tècnica utilitzada tant en el cinema com en la literatura, que altera la seqüència cronològica de la història, connecta moments diferents i trasllada l'acció al passat. En literatura, The Sound and the Fury, de William Faulkner, El camino, de Miguel Delibes, Pedro Páramo, de Juan Rulfo o Els amants de la rambla del Celler, de Víctor Alexandre, en són quatre exemples significatius. Un bon exemple en cinematografia són Laura, d'Otto Preminger, o La conquesta de l'honor, de Clint Eastwood, o, en televisió, la sèrie Lost, on el flaixback és una tornada sobtada i ràpida al passat dels personatges.